# Ronald Arana
Pour les articles homonymes, voir Arana.
Ronald Arana Céspedes (né le 18 janvier 1977 à Santa Cruz de la Sierra en Bolivie) est un joueur de football international bolivien, qui évolue au poste de défenseur.

## Biographie

### Carrière en sélection
Avec l'équipe de Bolivie, il dispute 21 matchs (pour aucun but inscrit) entre 2001 et 2005. Il figure notamment dans le groupe des sélectionnés lors de la Copa América de 2004.
Il joue également la Coupe des confédérations de 1999.

## Palmarès
Oriente Petrolero
- Championnat de Bolivie (2) :
  - Champion : 2001 et 2006 (Clôture).